# EMI
EMI Group, wcześniej Electric and Musical Industries Ltd – przedsiębiorstwo z siedzibą w Londynie zaliczane do wielkiej czwórki wytwórni płytowych.
Powstało z połączenia brytyjskiego Columbia Graphophone Company i Gramophone Company w marcu 1931.
W sierpniu 2007 EMI została przejęta za kwotę 4,2 miliarda funtów przez przedsiębiorstwo private equity Terra Firma Capital Partners. Jednym z powodów przejęcia był dramatyczny spadek sprzedaży i oświadczenie o stratach w wysokości 260 mln funtów, które spółka poniosła na przełomie 2006 i 2007. TFCP zrealizowała transakcję przy pomocy pożyczki udzielonej przez bank Citigroup.
W lutym 2010 w mediach pojawiły się informacje, że EMI z powodu długów sprzeda legendarne studio Abbey Road, w którym nagrywali między innymi The Beatles.
1 lutego 2011 Citigroup przejął 100% akcji EMI Group od Terra Firma Capital Partners, redukując dług przedsiębiorstwa o 2,2 mld £. Przedsiębiorstwo private equity nie było w stanie płacić rat od udzielonej w 2007 pożyczki i tym samym zostało zmuszone do sprzedaży, ponosząc przy tej transakcji bardzo dużą stratę finansową wynoszącą około 2 mld £.

## Wytwórnie płytowe
- Angel Music Group(inne języki)
  - Innocent Records(inne języki)
  - Hollywood Records (właściciel – The Walt Disney Company, dystrybuowany przez EMI w Europie, Australii i Nowej Zelandii)
- Angel Records(inne języki)
- Apple Records (dystrybucja)
- At Large Recordings
- Blue Note
- Gold Label Records
- R:W
- Mosaic Records(inne języki)
- The China Record Co. (Chiny)
- Chrysalis Records
- DFA Records(inne języki)
- Electrola(inne języki) (Niemcy)
- EMI Christian Music Group(inne języki)
  - ForeFront Records
  - Sparrow Records(inne języki)
  - Tooth and Nail Records(inne języki)
    - BEC Recordings
    - Solid State Records
    - Uprok Records(inne języki)
- EMI Classics(inne języki)
- EMI Films(inne języki)
- EMI Gospel(inne języki)
- EMI Latin(inne języki)
- EMI Records
- Ice H2O Records
- Food Records(inne języki) (dystrybuowany przez Parlophone)
- ForeFront Records
- GramCo (Indie)
- Harvest Records
- Heavenly Recordings(inne języki)
- His Master’s Voice
- Music For Pleasure(inne języki)
- Mute Records
  - Blast First(inne języki)
  - The Fine Line
  - Future Groove
  - The Grey Area(inne języki)
  - Novamute(inne języki)
  - Parallel Series
  - Thirteenth Hour Recordings
- Narada Productions(inne języki)
- No Milk Records(inne języki)
- Odeon
- Parlophone
- Path Orient (Chiny)
- Pathé Records(inne języki)
- Pomaton EMI
- Positiva
- RAK Records
- Real World
- Regal Zonophone Records(inne języki)
- Reliquias
- S-Curve Records(inne języki) (dystrybucja)
- SBK Songs
- Sparrow Records(inne języki)
- Sixsteps Records
- Studio 2 Stereo(inne języki)
- Tiny Consumer
- Toshiba-EMI(inne języki) (Japonia)
- Virgin Records
  - 10 Records(inne języki)
  - Astralwerks
  - Circa Records(inne języki) (także jako EMI/Virgin)
  - Siren Records(inne języki)
  - VC Recordings (także jako Hut Records)
- Worship Together

## Wybrani artyści wydający płyty pod szyldem EMI
- Sex Pistols[2]
- 30 Seconds to Mars[2]
- Iron Maiden[2]
- Frank Sinatra[2]
- Kate Bush[2]
- Lily Allen[2]
- Pet Shop Boys[2]
- Depeche Mode[2]
- The Beatles[3]
- Blur[3]
- Sigur Rós[3]
- Coldplay[3]
- David Guetta[5]
- Edyta Górniak[6]
- Kraftwerk